# Postcommodity
Postcommodity est un collectif d'artistes amérindiens du Sud-Ouest fondé en 2007 par Kade L. Twist (en) et Steven Yazzie (en). Postcommodity édite des installations souvent associées au son.
Le nom fait référence à « l'ère marchande » du commerce de l'art amérindien de la fin des années 1800 et des années 1900, « post » faisant référence à leur vision moderne des formes d'art traditionnelles autochtones.

## Membres
Leurs membres actuels incluent Kade Twist (en) et Cristóbal Martínez (en). Les anciens membres sont Raven Chacon (2009-2018), Steve Yazzie (2007-2010) et Nathan Young (2007-2015).

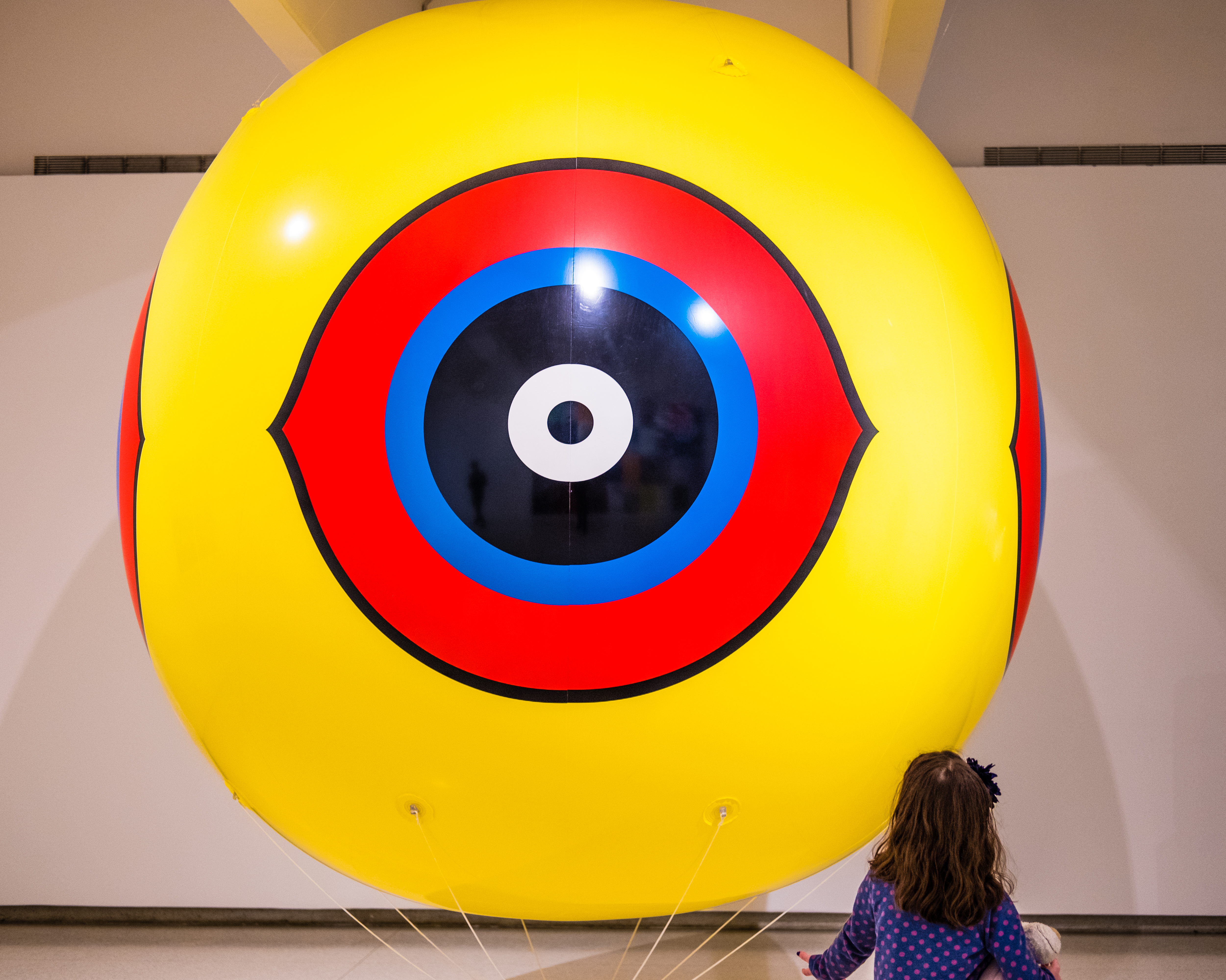
Un effrayant ballon anti-oiseaux créé par Raven Chacon, Cristóbal Martínez et Kade L. Twist, membres de Postcommodity, 2015, Art Institute of Chicago.

## Le collectif
Postcommodity utilise la technologie moderne (son, vidéo, etc.) d'une manière qui va à l'encontre de ce qui serait considéré comme le « Commodity Art » amérindien. Une grande partie de ce travail est considérée comme Autonomous sensory meridian response (ASMR). Par après, ils ont intégré leur travail à l'architecture, par exemple en ajoutant des haut-parleurs à des bâtiments préexistants ou en créant leurs propres structures.
Un autre thème récurrent dans leur art est l'utilisation de ballons anti-oiseaux, qui contiennent des éléments de couleurs et d'iconographie amérindiennes. Leur contexte d'utilisation de ces ballons est de « fonctionner comme une intervention repoussant les manifestations de la vision du monde et de l'imagination occidentales ».
En plus des arts visuels et de l'ASMR, Postcommodity publie de la musique. Une grande partie de cette musique est compilée à partir d'autres artistes et est publiée sous forme de disques LP.

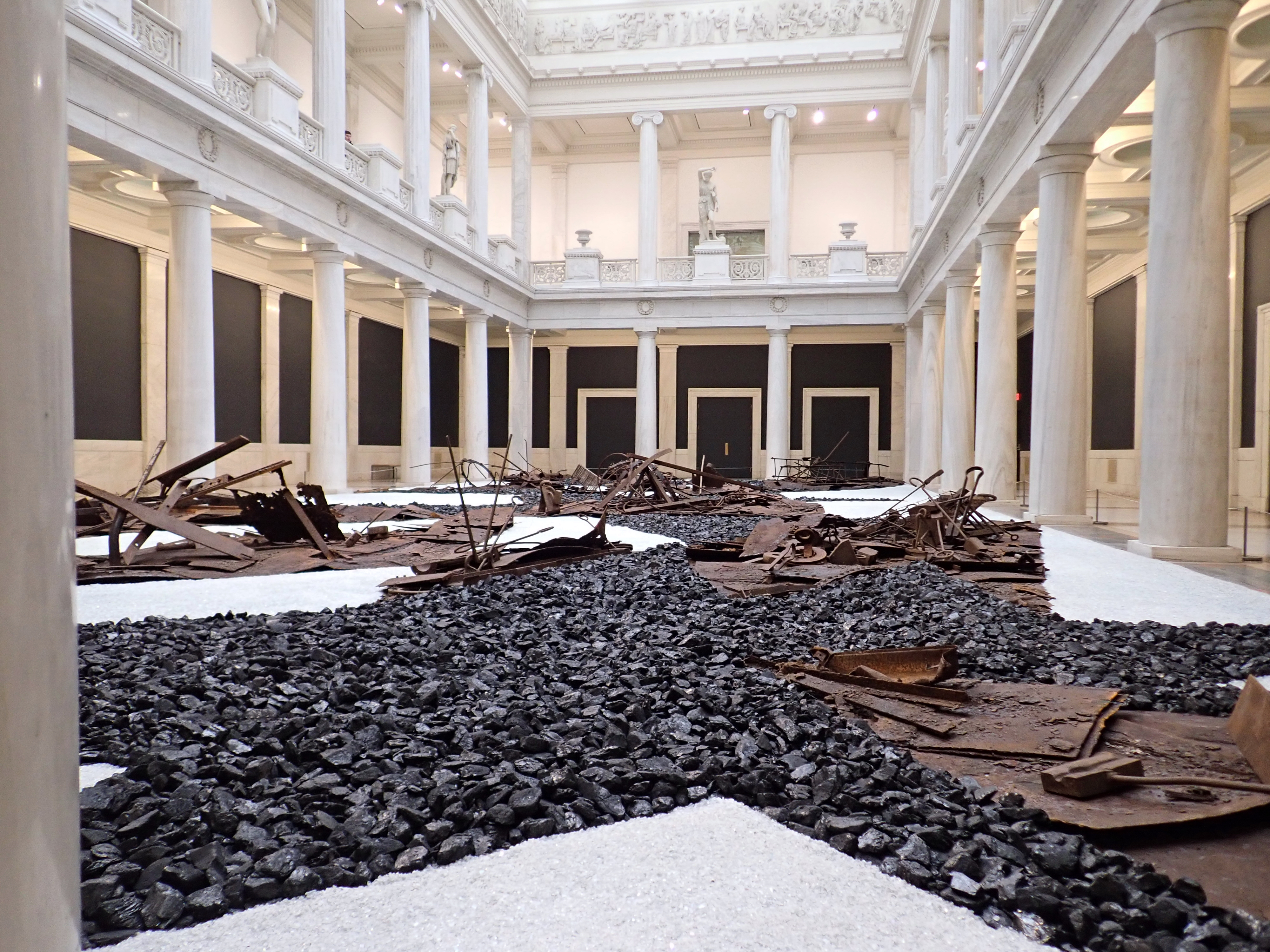
« De la fumée et des eaux enchevêtrées, nous avons ramené le feu à la maison » par Postcommodity.

## Œuvres
- Repellent Fence est une installation de land art créée en 2015. Cette installation temporaire de près de trois kilomètres de long était composée de 26 ballons fixes de trois mètres de diamètre chacun, flottant à 100 m au-dessus du paysage désertique entre les États de l'Arizona et du Mexique[5].
- A Very Long Line (2016), une vidéo projetée à la Biennale de Whitney en 2017.
- Coyotaje, une sculpture gonflable exposée à Art in General à New York en 2017.
- The Ears Between Worlds Are Always Speaking (2017), installé à la documenta 14 à Kassel. À cette fin, Postcommodity utilise les haut-parleurs de l'arme acoustique Long Range Acoustic Device et contrecarre ainsi l'utilisation réellement prévue[6].